# Памятник Мартину Лютеру (Айзенах)

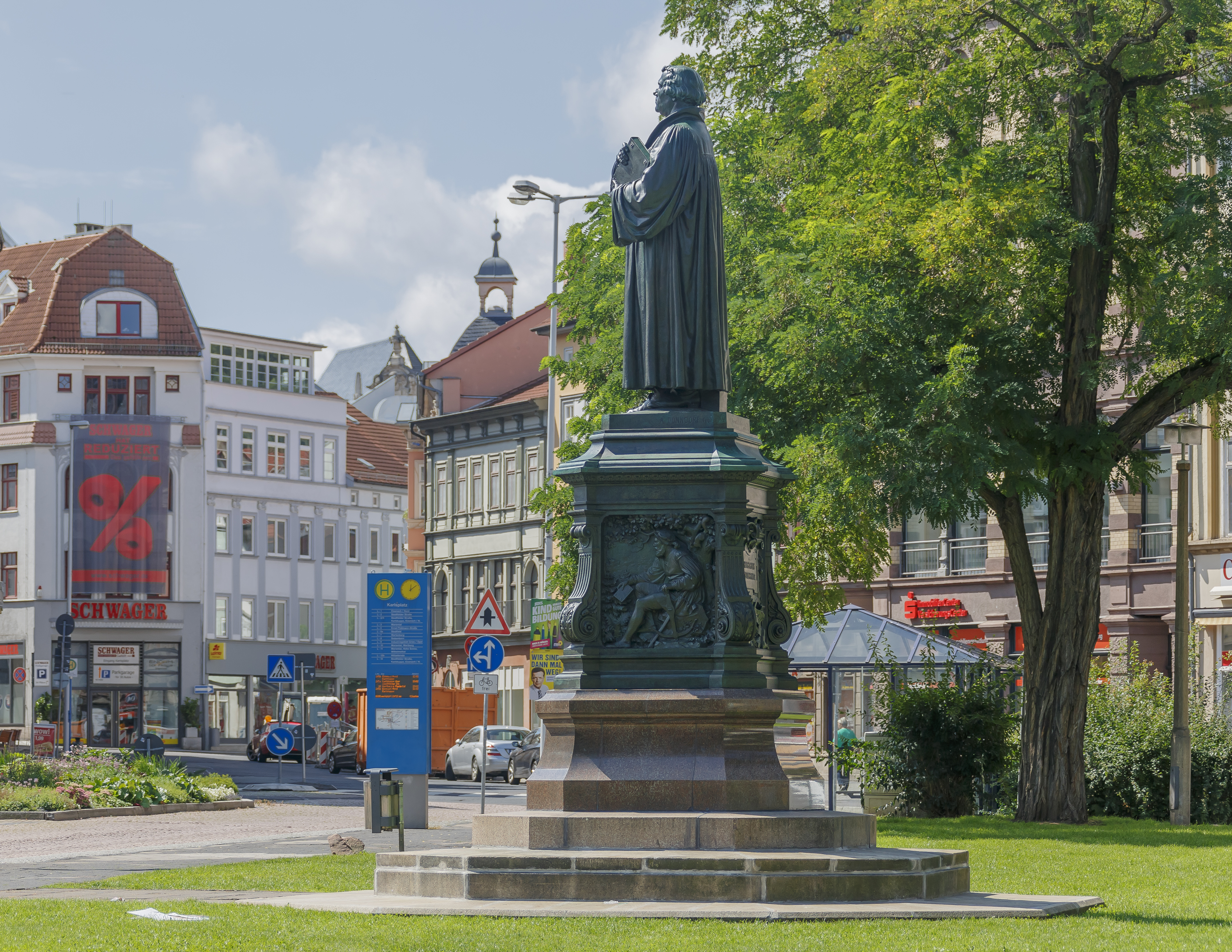

Памятник Мартину Лютеру (нем. Lutherdenkmal) — мемориал, сооружённый в честь главного инициатора и идейного вдохновителя Реформации Мартина Лютера в г. Айзенах (земли Тюрингия, Германия). Одна из главных достопримечательностей Айзенаха.
Памятник Мартину Лютеру расположен в небольшом сквере на площади Карлсплац, одной из центральных площадей Эйзенаха.

## Описание
Автор памятника — скульптор Адольф фон Дондорф.
Бронзовая статуя Мартина Лютера в мантии и с Библией в руках установлена на каменном постаменте из красного гранита. Лютер очень сосредоточен, а взгляд его устремлен куда-то вдаль. Продолжение постамента, но уже из бронзы, украшено интересными рельефами.
Всего их четыре:
- на первом Мартин Лютер изображён ещё мальчиком, когда он пел в хоре. К нему склоняется женщина. Это Урсула Котта. Мартин Лютер, учась в школе в Айзенахе, жил в доме Котта;
- на втором — комната Мартина Лютера в замке Вартбург. Он сидит за столом и работает над переводом на немецкий язык Библии;
- на третьем рельефе Лютер предстает в неожиданном образе. Изображен он одетым как охотник, с книгой в руке, на фоне природы. Здесь он не Мартин Лютер, а Юнкер Йорг. Именно под таким именем его знали в замке Вартбург, в котором он скрывался после Вормсского рейхстага. Он отрастил бороду и носил тогда рыцарскую одежду;
- на последнем рельефе можно прочитать слова из самого известного евангельского гимна, написанного Мартином Лютером — «Господь наш меч» (Ein feste Burg ist unser Gott).

Позолоченными буквами на основании постамента высечена дата открытия памятника — 4 мая 1895 года и напоминание о прибытии Лютера в Замок Вартбург (именно 4 мая Лютер приехал в Айзенах).

## История
С городом Айзенахом связан один из важных моментов в жизни Мартина Лютера (1483—1546). В 1521—1522 годах под псевдонимом Юнкер Йорг, он некоторое время проживал в замке Вартбург близ Айзенаха. Во время своего пребывания в замке, Лютер плодотворно работал над переводом на немецкий язык Нового Завета (это издание получило известность как Библия Лютера). В комнате Мартина Лютера в замке Вартбург и сегодня сохранена его прижизненная обстановка. Эта комната открыта для доступа публики в рамках посещения музея замка Вартбург.
Памятник Мартину Лютеру в Айзенахе, был создан к 400-летию со дня рождения главного немецкого реформатора. Первый камень в фундамент памятника был заложен 3 ноября 1889 года в присутствии великого князя Саксен-Веймар-Айзенахского. На церемонии открытия памятника, состоявшейся в 1895 году, присутствовало около 10 000 горожан, а также представители Евангелической церкви, правительства и администрации города.
Скульптура Мартина Лютера в Айзенахе стала стилистическим образцом для памятников, медалей и изображений фигуры реформатора, созданных позднее.

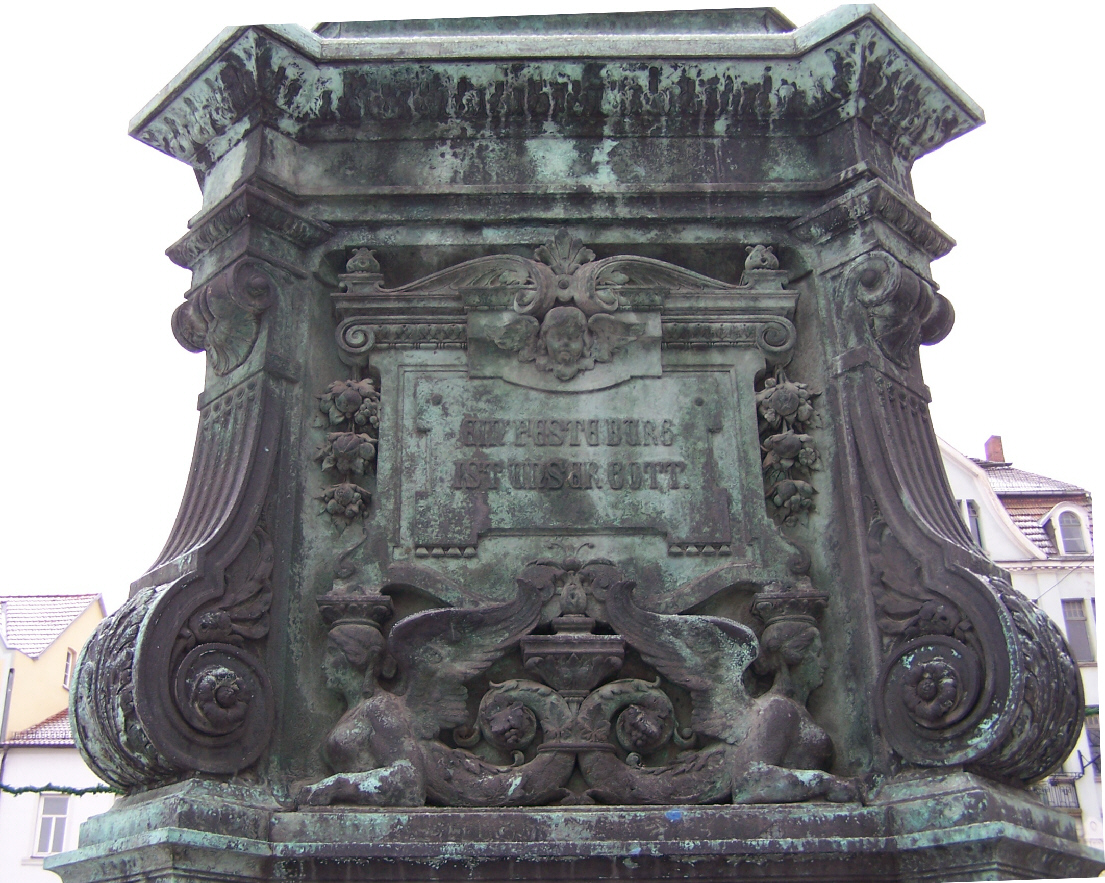
Фрагмент памятника. Рельеф со словами из гимна Лютера: "Ein feste Burg ist unser Gott"
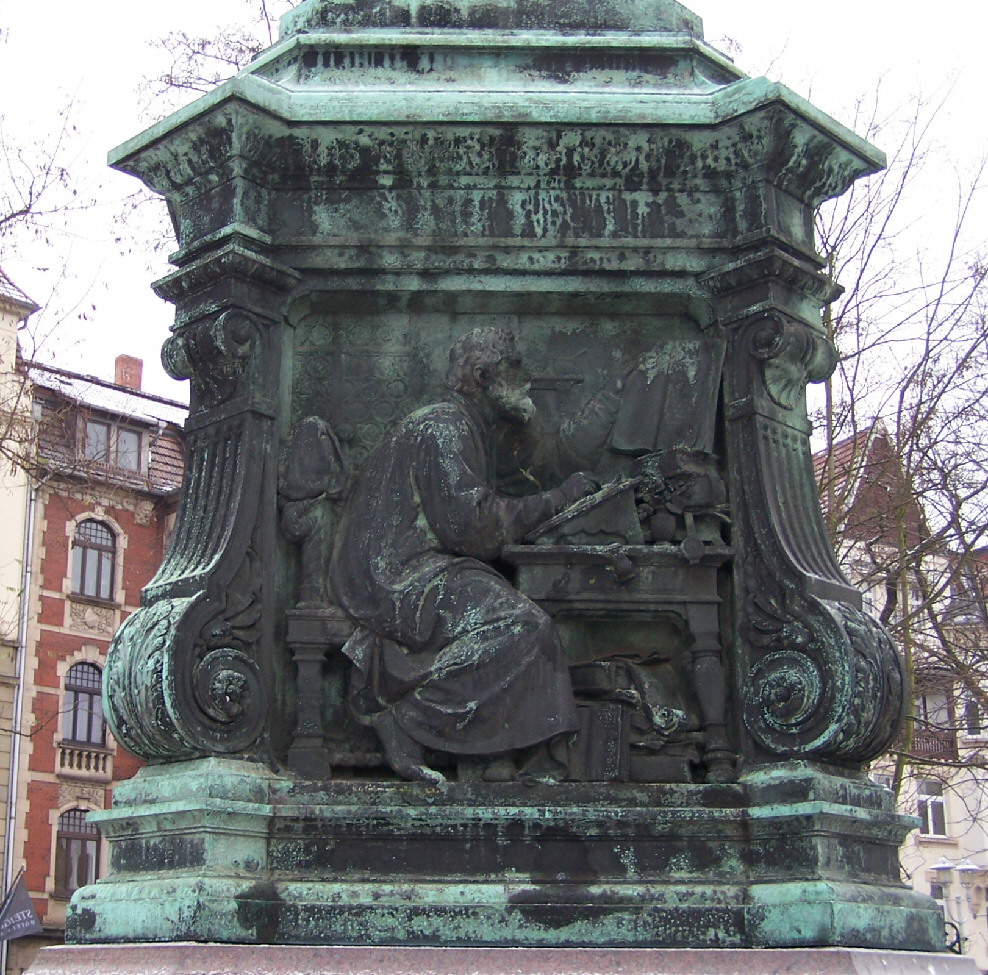
Фрагмент памятника. Рельеф, изображающий Лютера за работой над переводом Библии в комнате замка Вартбург, заваленной книгами
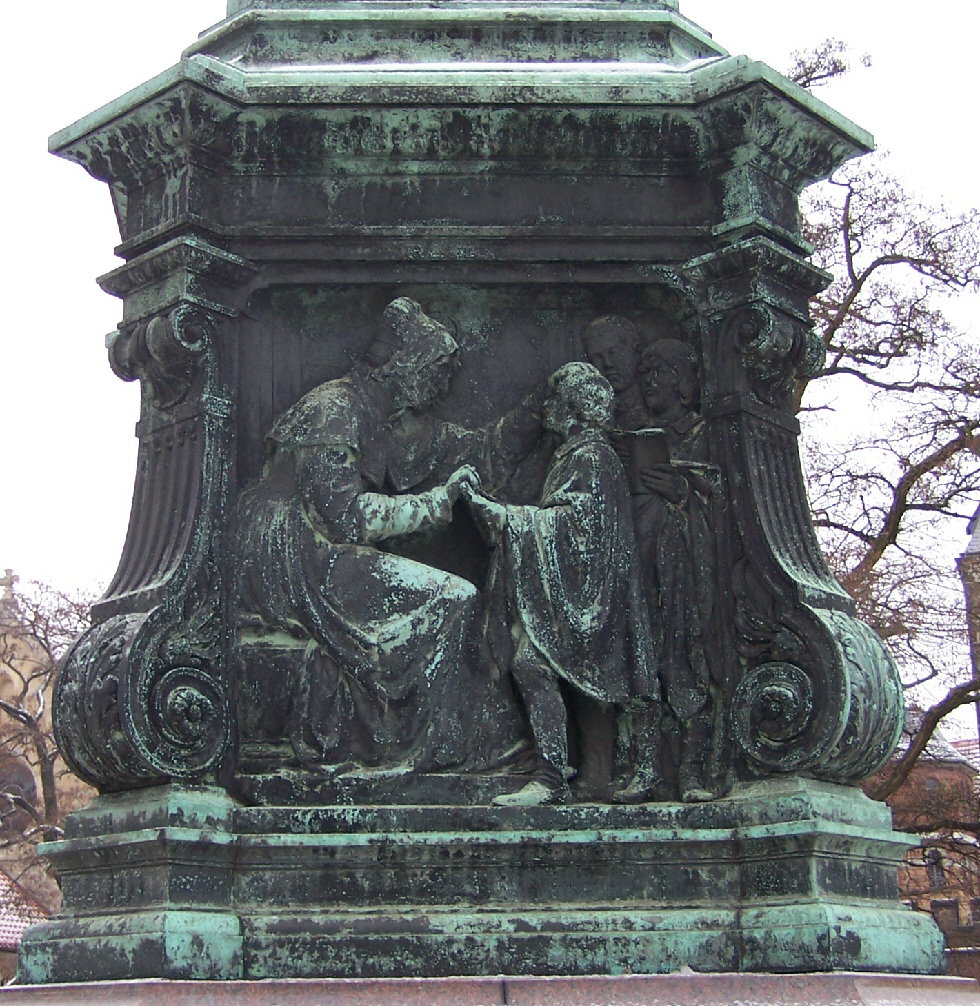
Фрагмент памятника. Рельеф, где Лютер изображен мальчиком
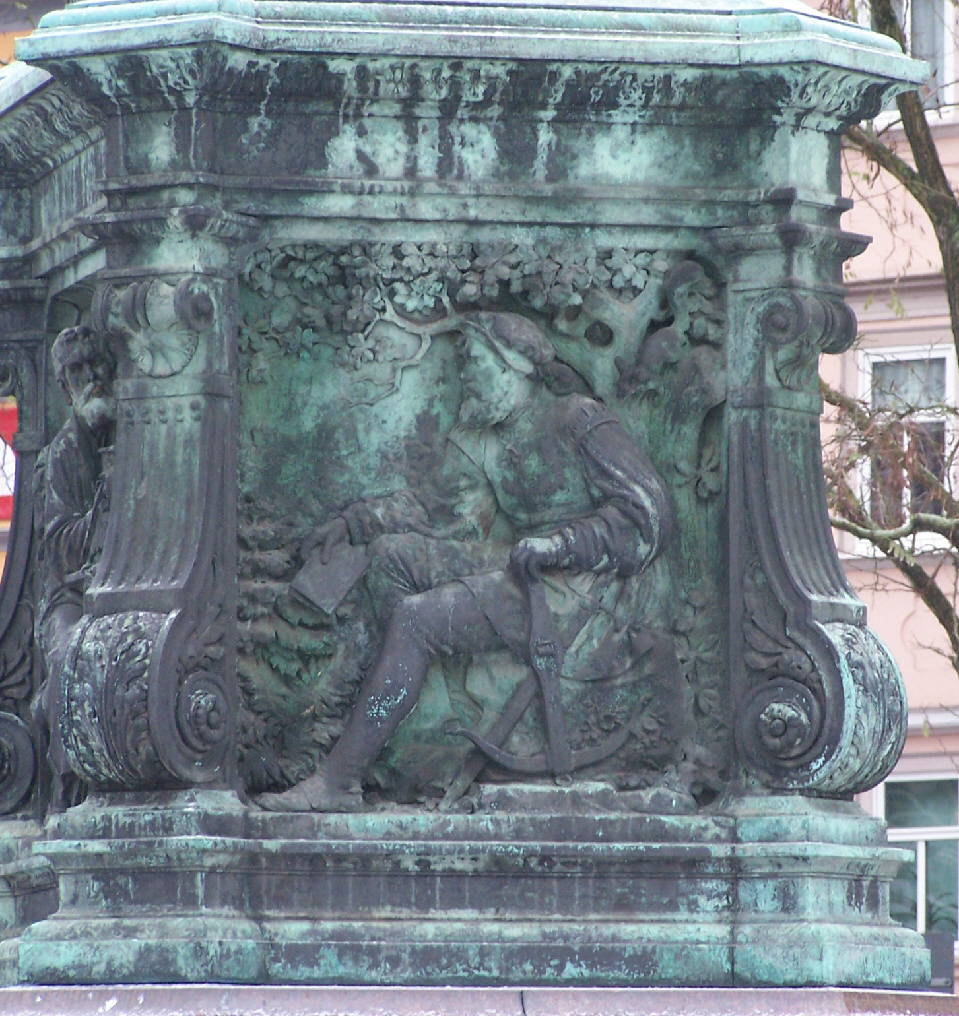
Фрагмент памятника. Лютер в образе юнкера Йорга